# Tiris Zemmour
Tiris Zemmour (Árabe: تيرس زمور) é uma região da Mauritânia. Sua capital é a cidade de Zouérat.

## Departamentos

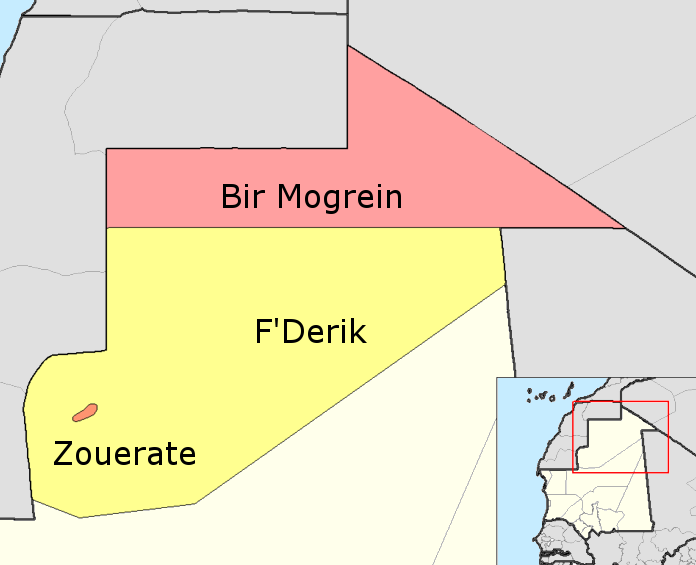
Departamentos de Tiris Zemmour.

Tiris Zemmour está divido em 3 departamentos:
- Bir Mogrein
- F'Derik
- Zouerate

## Demografia
| 2000  | 2011  |
| 41121 | 49842 |